# Joan Pich Santasusana
Joan Pich Santasusana (San Andrés de Palomar, Barcelona, 23 de octubre de 1911-Badalona, Barcelona, 9 de julio de 1999) fue un músico español. Destacó como violonchelista, compositor, pedagogo y director de orquesta. También ocupó varios cargos, entre ellos el de director del Conservatorio Municipal de Música de Barcelona (1964-1977) y del Conservatorio profesional de música de Badalona.

## Biografía
Joan Pich empezó sus estudios musicales a los ocho años en la escuela municipal de música. Estudió violonchelo, piano, armonía, contrapunto, fuga, composición e instrumentación con los maestros Alfonso, Quintas, Enric Morera y, particularmente, con Blanca Selva. Becado por la Generalidad de Cataluña durante la Segunda República, estudió dirección de orquesta con Hermann Scherchen en Ginebra (Suiza).
Ingresó en los quince años como violonchelista en la Orquesta Pau Casals, participando en numerosos conciertos. Fue director de la Asociación Musical del distrito IX de Barcelona (1930), del Instituto Orquestal de la Asociación Obrera de Conciertos (1934), de los Estudios Musicales Blanca Selva (1934) y de la Orquesta Sinfónica de Radio Asociación de Cataluña (1937). También en 1933, por jubilación del maestro Josep Maria Comella, fue nombrado director del orfeón El Eco de Cataluña. En 1934 consiguió por concurso-oposición la plaza de profesor de Educación Musical en el Ayuntamiento de Barcelona y en 1950, también por concurso-oposición, la cátedra de Armonía y Contrapunto en el Conservatorio Superior Municipal de Música de Barcelona. En 1941 se casó con la poetisa y locutora badalonense María Escrihuela. El año 1956 le fue concedido lo Premio Nacional Román García Sanz de dirección de Bandas de Música Civiles.
Posteriormente fue director del Conservatorio Municipal de Música de Barcelona (1966-77) y del Conservatorio profesional de música de Badalona (1980), del cual  fue fundador y profesor de violonchelo, armonía, contrapunto, fuga y composición. También fue director de las orquestas: Sinfónica y Filarmónica de Barcelona, Filarmónica de las Palmas de Gran Canaria, sinfónica de Radio Nacional de España, de la Banda Municipal de Barcelona y de la Orquesta de cámara Joan Macià, de Barcelona.
Dirigió numerosas orquestas, entre las cuales: Nacional, Ciutat de Barcelona, Sinfónica de Madrid, Sinfónica de Ginebra, Sinfónica del Gran Teatro del Liceo, Sinfónica Catalana, Sinfónica de Valencia, Municipal de Valladolid, Sinfónica de la Ciutat de Mallorca, Clásica de Madrid y Banda Municipal de Madrid. En conciertos simfónico-corales dirigió los coros: Orfeón Catalán, Orfeón Pamplonés, Gran Coral de Madrid, Orfeón Gracienc, Orfeón de Sants, Capilla Clásica Polifónica y Orfeón El Eco de Cataluña, del cual también fue director titular.
Estrenó obras de Joaquín Rodrigo, Salvador Bacarisse, Joaquín Zamacois, Xavier Montsalvatge, Federico Mompou, A. Vitalini, V. Asensio, Antoni Torrandell, A. Borguñó, R. Serrat, M. Parada. J. Mas Porcel, Leonora Milà, E. Muñoz Gomis, J. Bernet y J. Català.
Presidió y formó parte de jurados internacionales y nacionales de composición y de interpretación musical en Barcelona, Madrid, Suiza, Francia e Italia.
Fue académico correspondiendo en Barcelona de la Real Academia de Bellas Artes de San Fernando, correspondiente en Badalona de la Real Academia Catalana de Bellas Artes de San Jorge de Barcelona y miembro de Honor del Patronato de Música de Badalona.
En 1953 protagonizó la película Concierto mágico donde se interpretaba a sí mismo dirigiendo la Orquesta Filarmónica de Barcelona de la que era director titular. El filme fue rodado en gran parte dentro del Palacio de la Música Catalana.
Joan Pich es autor de una exhaustiva Enciclopedia de la Música, así como de varias composiciones musicales.
El Ayuntamiento de Badalona le dedicó una calle en la ciudad e instauró las Becas Mestre Joan Pich i Santasusana para otorgar ayudas a exalumnas del Conservatorio que han cursado estudios de grado medio y quieren completar sus estudios superiores en el extranjero o en otros lugares del Estado. El Ayuntamiento de Barcelona puso el nombre de Mestre Pich Santasusana a la escuela municipal de música de Sant Andreu de Palomar. Fue enterrado en el cementerio de Collserola.

## Obras

### Solos
- Silfo (1962). Flauta. Estreno: Düsseldorf 1963. (J. Amdreu)
- Preludi 78 (1978). Piano. Estreno: Villanueva y Geltrú 1979. (L. Maffiotte)
- Tema amb variacions Núm. 2 (1979). Piano. Estreno: Granollers 1980. (L. Maffiotte)
- Adagio i allegro (1981). Piano. Estreno: Granollers 1980. (L. Maffiotte)
- Adagio i allegro (1981). Piano. Estreno: Barcelona (1982). (M. Carbonell)
- Jugant amb un tema popular català (1985). Clavecín. Estreno: Barcelona 1985. (M. Ribera)

### Música de cámara
- Tres notes (1983). Violonchelo y piano. Estreno: Barcelona 1983. (P. Busquets, J. Massià)
- Dos duos (1985). 2 violonchelos
- Arioso (1941). Piano y violín. Estreno: Barcelona 1943. (J. Alós, A. Pich)
- Íntima (1954). Piano y violín. Estreno: Badalona 1957. (J. Trota, A. Pich)
- Glosa al arrorró canario (1948). Piano y violonchelo. Estreno: Badalona 1977. (L. Ara, Tordesillas)
- Tema amb variacions Núm. 1 -Homenatge a Bartók- (1977). 2 violines. Estreno: Madrid 1978. (P. Koltiarskaya, F. Comesaña). (Enregistrament per R.N.E.)
- Scherzo per a quartet de fusta (1934). Flauta, clarinete y 2 fagots
- Plany (1934). Violín, piano; también para orquesta de cuerda. Estreno: Barcelona 1935. (E. Coëmans, I. Martí Colín)
- Melodia (1956). Violín y piano. Estreno: Madrid 1949. (J. Fernández, J. Berna)

### Vocal
- Esplai (1926). Texto: Ignasi Iglésias. Soprano y piano. Estreno: Barcelona 1935. (P.Gibert, J. Tomàs)
- Tres roses (1930). Texto: S. Solà. Soprano y piano. Estreno: Barcelona 1935. (M. C. Aimat, P. Vallribera)
- Cançó del matí (1935). Texto: M. Faura. Soprano y piano; también voz y orquesta de cuerda. Estreno: Barcelona 1938. (M. Plantada, M. Campmany)
- Cançó del moliner (1934). Texto: E. Graells. Soprano y piano; también voz y orquesta de cuerda. Estreno: Barcelona 1954. (E. Tarrés, M.T. Balcells)
- A la verge (1930). Texto: J. Verdaguer. Soprano y piano. Estreno: Barcelona 1930. (A. Pera, J. Camarasa)
- Cançó d'un desig frustrat (1935). Text: J. Arús. Soprano y piano. Estreno: Barcelona 1933. (M. Plantada, E. Garreta)
- Mentidera enjogassada (1940). Texto: E. Saleta. Soprano y piano; también voz y orquesta de cuerda. Estreno: Barcelona 1942. (M. Madurell, Antonia Pich)
- Canta la serva (1937). Texto: R. Vinyes. Soprano y piano; también voz y orquesta de cuerda. Estreno: Barcelona 1938. (M. Plantada, M. Campmany)
- Nova cançó de Magalí (1940). Texto: J. Arús. Soprano y piano; también voz y orquesta de cuerda. Estreno: Barcelona 1941. (C. Gombau, R. Gálvez)
- Potser sí! (1937). Texto: S. Solà. Tenor y piano. Estreno: Badalona 1945. (G. Renom, R. Mir)
- Si jo fos poeta (1930). Texto: J. Pich. Soprano y piano. Estreno: Barcelona 1934. (C. Gombau, I. Marí Colin)
- Andaluza (1939). Texto: M. Hernández. Soprano y piano; también voz y orquesta. Estreno: Badalona 1940. (A. Rosado, F. Ramírez)
- Albada (1936). Texto: J. Pich. Soprano y piano; también voz y orquesta de cuerda. Estreno: Barcelona 1938. (M. Madurell, A. Pich)
- Ral ralet (1937). Texto: J. Carner. Soprano y piano; también voz y orquesta. Estreno: Barcelona 1938. (M. Plantada, A. Garreta)
- La nit vivent (1936). Texto: J. Arús. Soprano y piano; también voz y orquesta de cuerda.
- Cançó de bressol (1942). Texto: Maria Escrihuela. Soprano y piano; también voz y orquesta. Estreno: Barcelona 1944. (M.T. Fius, A. Pich)
- Maternitat (1937). Texto: J. Arús. Soprano y piano. Estreno: Barcelona 1953. (E. Tarrés-M.R. Alcaraz)
- Sensació de febrer (1937). Texto: J. Arús. Soprano y piano. Estreno: Barcelona 1938. (P. Rufí,...)
- Nocturn mariner (1946). Texto: Maria Escrihuela. Soprano y piano; también voz y orquesta. Estreno: Barcelona 1948. (M.T. Fius, A. Pich)
- Neu (1937). Texto: J. Arús. Soprano y piano. Estreno: Barcelona 1938. (P. Rufí, E. Garreta)
- Nocturn aranès (1939). Texto: popular aranés. Soprano y piano.
- Déu vos salve Maria... deies (1975). Texto: T. Roig i Llop. Soprano y piano; también voz y orquesta de cuerda (versió M. Oltra). Estreno: Barcelona 1976. (G. Renom, J. Pich)
- Cercles màgics (1973). Texto: Maria Escrihuela. Soprano y piano. Estreno: Barcelona 17/4/83. (M.C. Bustamante, M. Gracía Morante)
- La mare i el mar (1943). Texto: J. Arús. Soprano y piano; también voz y orquesta. Estreno: Badalona 1954. (A.M. Roca, C. callao)
- Del meu ventall (1978). Texto: M. Font. Soprano y piano. Estreno: Madrid 1979. (M.C. Bustamante, A. Soler)
- Seis canciones hispánicas (1968)
  - Cantigas Gallegas (1966). Ed.: Clivis
  - Cantigas de vellas (1966). Texto: Valle-Inclán. Soprano y piano. Estreno: Pontevedra 1967. (D. Caba, A.M. Gorostiaga). Ed.: Clivis
  - Ilusión del frío (1944). Soprano y piano; también voz y orquesta de cuerda. Texto: R.J. Salvia. Estreno: Badalona 1975. (V. dels Àngels, M. Zanettio. Ed.: Clivis
  - Romancillo quebrado (1947). Texto: R.J. Salvia. Soprano y piano; también voz y orquesta. Estreno: Barcelona 1953. (R.Barbany, M. Alonso). Ed.: Clivis
  - Cançó a l'amiga (1936). Texto: E. Saleta. Soprano y piano; también voz y orquesta de cuerda. Estreno: Barcelona 1939. (M. Madurell, A. Pich). Ed.: Clivis
  - Les cireres (1946). Texto: F. Alfonso Orfila. Soprano y piano. Estreno: Barcelona 1946. (C. Alfonso, A. Pich). Ed.: Clivis
- El viento de la montaña (1939). Texto: R.J. Salvia. Soprano y piano. Estreno: Barcelona 1939. (M. Madurell, A. Pich)
- La nieve cubre el tejado (1939). Texto: R. J. Salvia. Soprano y piano. Estreno: Barcelona 1939. (M. Madurell, A. Pich)
- Misiva luminosa (1939). Texto: R.J. Salvia. Soprano y piano; también voz y orquesta. Estreno: Las Palmas de Gran Canaria 1947. (S. Morales, J.Pich)
- La vela blanca (1981). Texto: Maria Escrihuela. Coro mixto.
- Mar endins hi ha una cançó (1976). Texto: Maria Escrihuela. Coro mixto. Estreno: Barcelona 1981. (Orfeón Gracíenc; director: Pérez Simó)
- La Rambla de les Flors (1974). Texto: R. Buhigas. Coro mixto. Estreno: Esplugues 1973. (Orfeón Enric Morera; dir.: A. Coll). Ed.: Clivis
- Himne de la unió (1978). Texto: J. Gual Lloberas. Coro, piano. Estreno: Badalona 1948. (E. Martells, Orfeón Badaloní; dir.: J. Guillén)
- Himne del club de lleons de Barcelona (1970). Texto: J. Jurado Morales. Barítono; coro, piano. Estreno: Barcelona 1970. (F. Chico, A.M. Pinto)
- Aquarel·la (1973). Texto: Maria Escrihuela. Coro de hombres. Estreno: Sant Just Desvern 1973. (Cor Pom de Flors; dir.: A. Coll)
- Cant a Pompeu Fabra (1986). Texto: J. Casellas. Coro mixto. Estreno: Badalona 1986. (Coral Badalonense; dir.: A. Escalada)

### Orquesta
- De la nostra vida (1935). Cuadro sinfónico. Emitido por Radio Ginebra. (Orquesta Simfónica de Ginebra)
- Glosa al arroró canario (1948). Violonchelo y orquesta. Estreno: Las Palmas 1948. (Violonchelo: Joan Pich Santasusana, Orquesta Filarmónica de las Palmas; dir: L. Prieto)
- Trista (1940). Violonchelo y orquesta de cuerda. Estreno: Barcelona 1981. (Violonchelo: Pere Busquets, Orquesta: Joan Massià; director: Joan Pich Santasusana)
- Adante cantabile (1937). Violín y orquesta de cuerda. Estreno: 1937. (E. Bocquet y la Orquesta de Ràdio Associació de Catalunya; director: Joan Pich Santasusana)
- Melodia (1957). Violonchelo y orquesta de cuerda. Estreno: Badalona 1958. (J. Trotta, Orquesta Solista de Barcelona; dir.: D. Ponsa)
- Adagi (1944). Oboe y orquesta de cuerda. Estreno: Badalona 1957. (D. Segú, Orquesta Solista de Barcelona; dir.: D. Ponsa)

### Sardanas para copla
- Nostres illes (1934). Estreno: Barcelona 1934 (Cobla Barcelona). Estreno de la versión para banda, 1937. (Banda Militar de Ingenieros; dir.: J.M. Roma)
- Sant Jeroni de la Murtra (1975). Estreno: Cobles: Ciutat de Barcelona, La Principal de la Bisbal, Ciutat de Girona. Ed.: Farreny
- La Farella de Llançà (1978). (Cobla Conservatori)
- La Font de la Matraca (1981). Estreno: 1981, en la inauguración del monumento al general Moragues. (Cobla Tàrrega)
- Mestraló d'estiu (1979)
- Tot segant (1980)
- El petit Jordi (1980). Ed.: Farreny.
- Joan Antoni (1980)
- La Vall del Gés (1980)
- Els Plans de Boabi (1980)
- La Creu de l'Arc (1981)
- L'arbre de Llançà (1982)
- La sardana de la joventut (1982)
- Homenatge a Picasso
- Ofrena a Olot (1986)
- Des del Puigsacalm (1986). Estreno: Olot 1986. (Cobla La Principal de la Bisbal)

### Vocal y orquesta
- Tenari (1985). Coro mixto, copla. Estreno: Barcelona 1986. (Orfeón Gracienc, Orfeón de Sants, Copla Ciutat de Barcelona. director: Joan Pich Santasusana)

## Discografía
- La Rambla de les Flors. Orfeón Enric Morera; dir.: A. Coll. Hispavox.
- Sant Jeroni de la Murtra. Cobla Ciutat de Barcelona. dir.: S. Elias. Quality Dq 2000. Belter.
  - La farella de Llançà
  - Tot segant
  - Mestraló d'estiu
  - El petit Jordi
  - Belter